# Littleton (Colorado)
Littleton is een plaats (city) in de Amerikaanse staat Colorado, en valt bestuurlijk gezien onder Arapahoe County, Douglas County en Jefferson County.

## Demografie
Bij de volkstelling in 2000 werd het aantal inwoners vastgesteld op 40.340.
In 2006 is het aantal inwoners door het United States Census Bureau geschat op 40.324, een daling van 16 (0.0%).

## Geografie
Volgens het United States Census Bureau beslaat de plaats een oppervlakte van
36,1 km², waarvan 35,0 km² land en 1,1 km² water. Littleton ligt op ongeveer 1694 m boven zeeniveau.

## Plaatsen in de nabije omgeving
De onderstaande figuur toont nabijgelegen plaatsen in een straal van 8 km rond Littleton.

## Geboren
- Stephen Keel (1983), voetballer
- Melissa Benoist (1988), actrice en zangeres
- Cody Longo (1988-2023), acteur en musicalartiest
- Steven Christopher Parker (1989), acteur
- Rydel Lynch (1993), zangeres en actrice
- Ross Lynch (1995), zanger, danser en acteur
- Cole Bassett (2001), voetballer